# Poliothyrsis sinensis
Espèce
Classification phylogénétique
Poliothyrsis sinensis est une espèce de plantes à fleurs de la famille des Salicaceae. C'est un petit arbre ornemental originaire du centre de la Chine.
Nom chinois : 山拐枣

## Description
L'espèce est l'espèce type du genre.

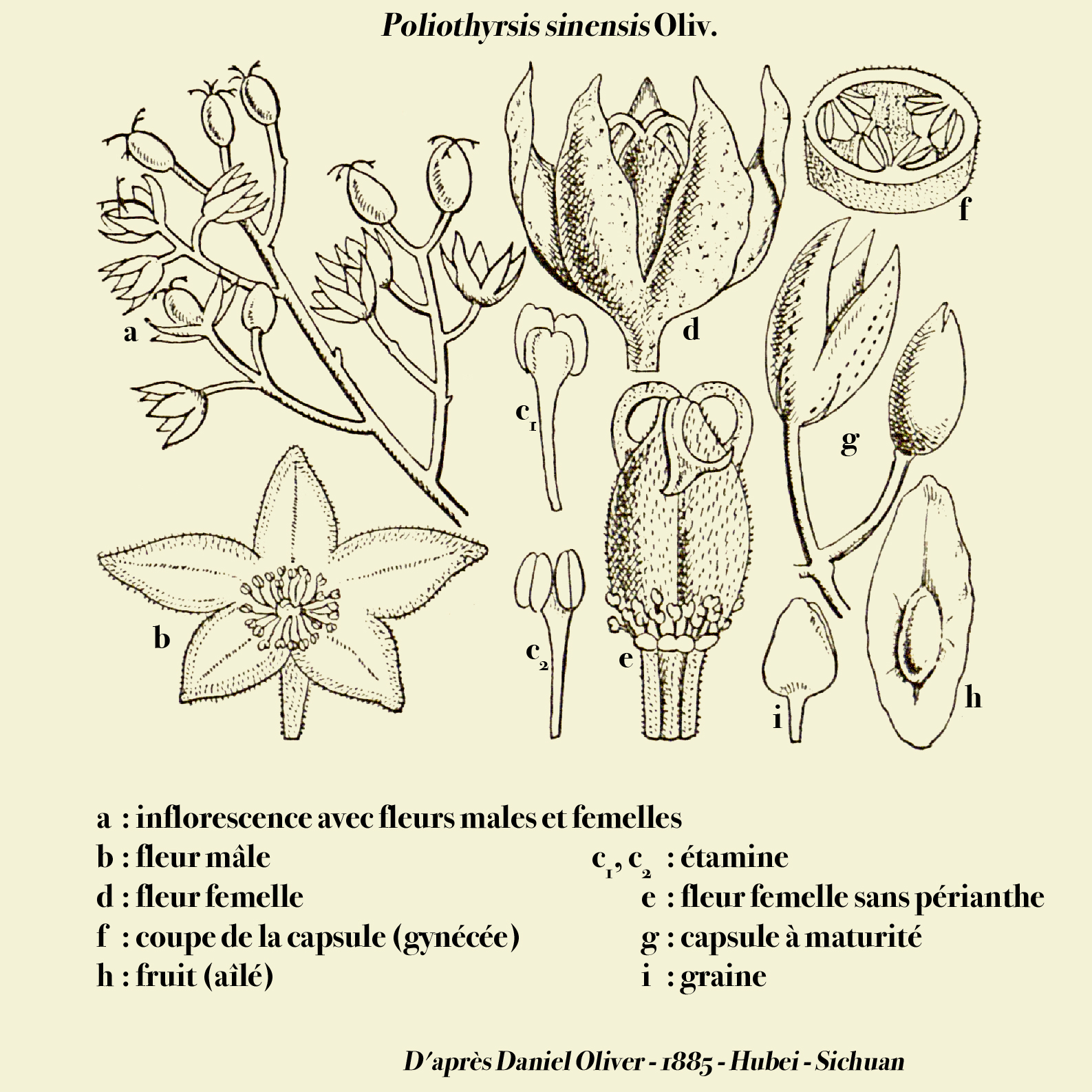
Fleurs et fruits de Poliothyrsis sinensis - d'après une planche publiée par Joseph Dalton Hooker en 1889.

Cet arbre, à feuillage caduc, peut atteindre une quinzaine de mètres de hauteur.
Les feuilles, alternes, au pétiole de deux à six centimètres de long, ont un limbe ovale, ovale oblong et parfois cordé, de huit à dix-huit centimètres de long et de quatre à dix centimètres de large, d'un vert sombre.
L'espèce est monoïque à fleurs unisexuées de couleur jaune-pâle.
Les fleurs mâles portent de nombreuses étamines à deux sacs poliniques.
Les fleurs femelles ont un ovaire supère (fixé au-dessus du périanthe) à trois carpelles formant le gynécée.
Une forme a été décrite en 1999 :
- Poliothyrsis sinensis fo. subglabra (S.S.Lai) S.S.Lai

## Utilisation
Sa floraison estivale rend cette espèce estimable comme arbre d'ornement.

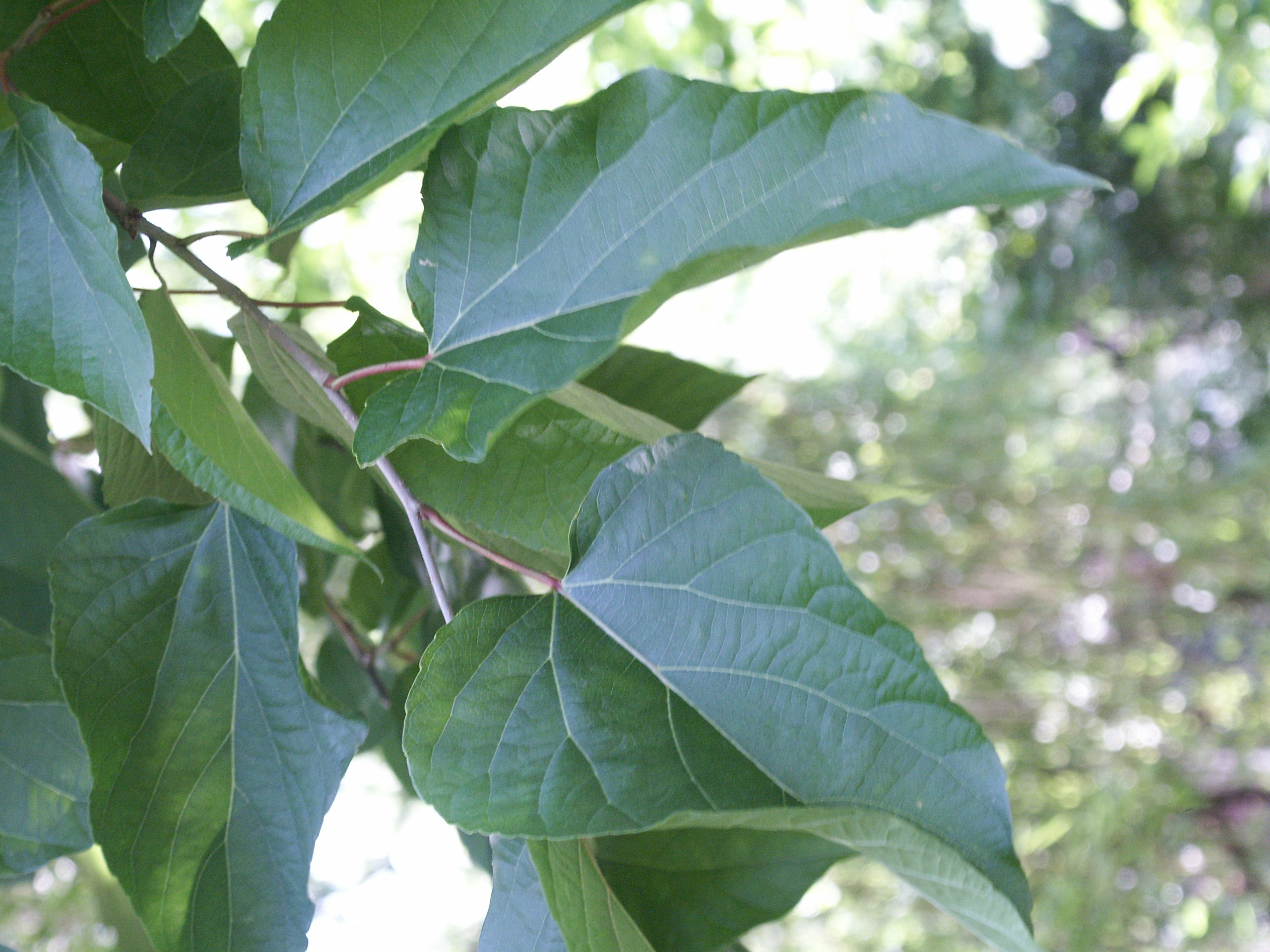
Poliothyrsis sinensis : feuilles.
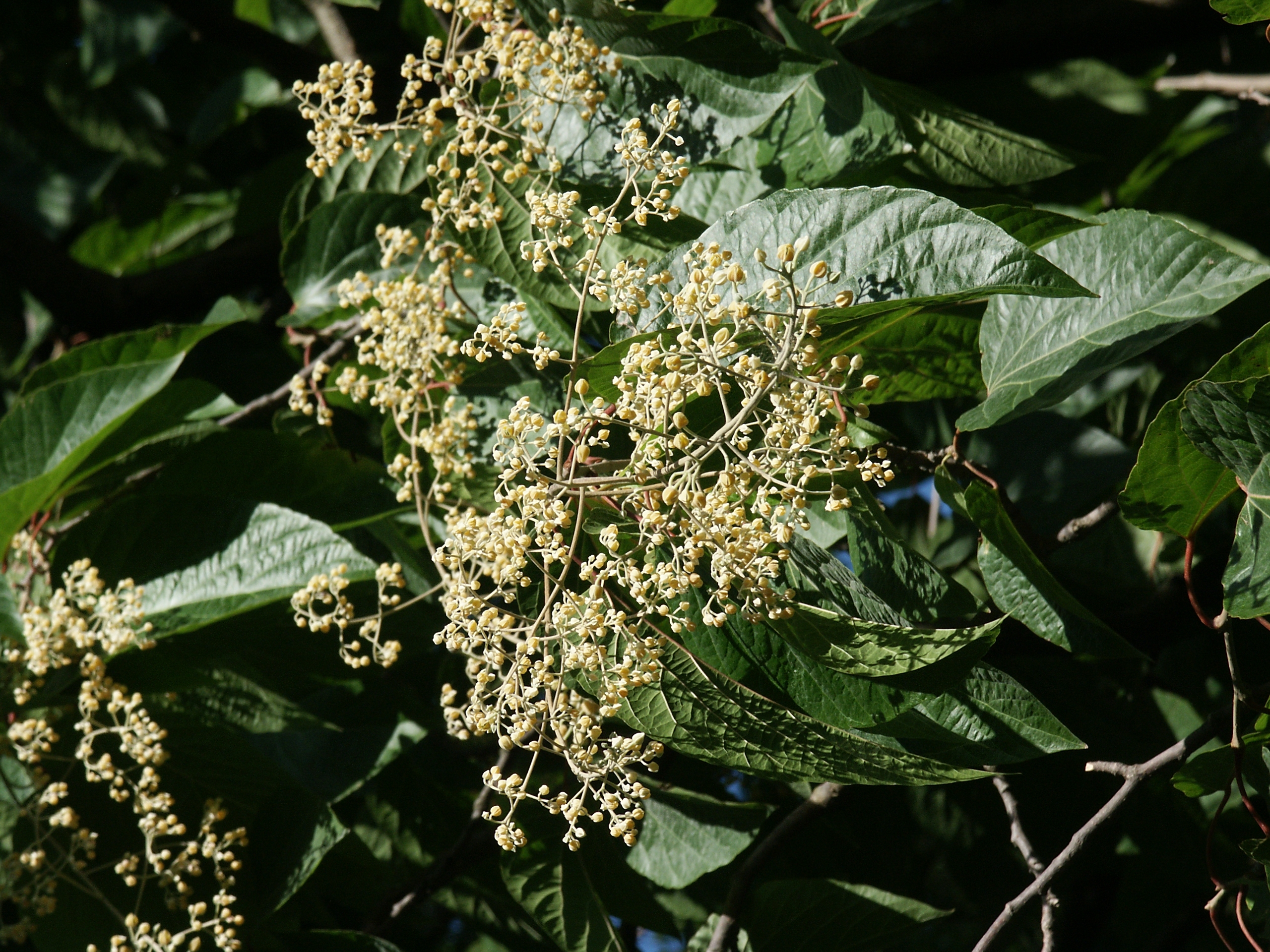
Poliothyrsis sinensis : inflorescence.
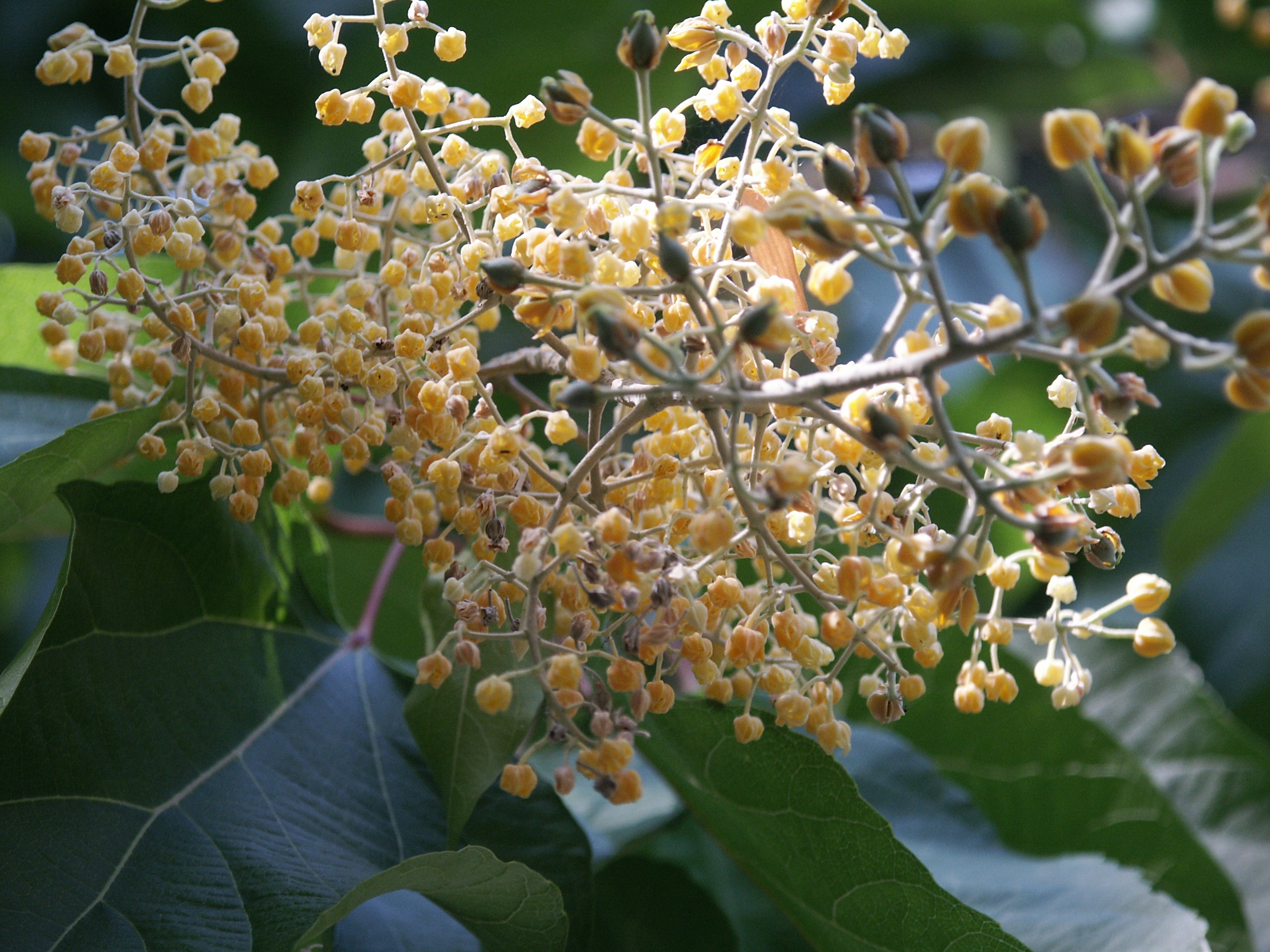
Poliothyrsis sinensis : inflorescence.